# سادوویه (استان اشوی‌داشکسیه)
سادوویه (به لهستانی:  Sadowie) یک روستا در لهستان است که در گمینا سادوویه واقع شده‌است. سادوویه ۶۰۰ نفر جمعیت دارد.